# Bi (giada)

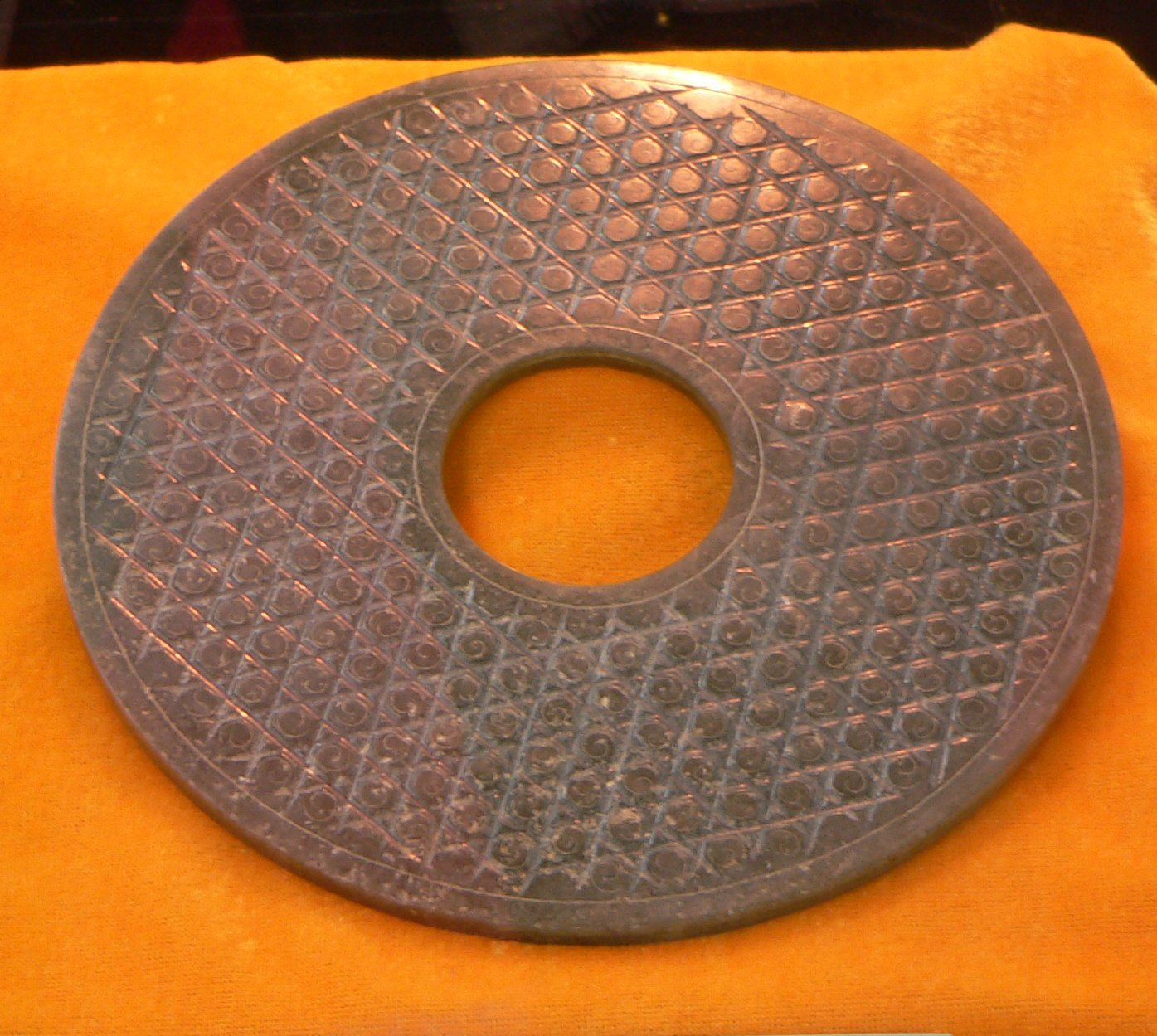
Un bi della dinastia Han, 16 cm di diametro.

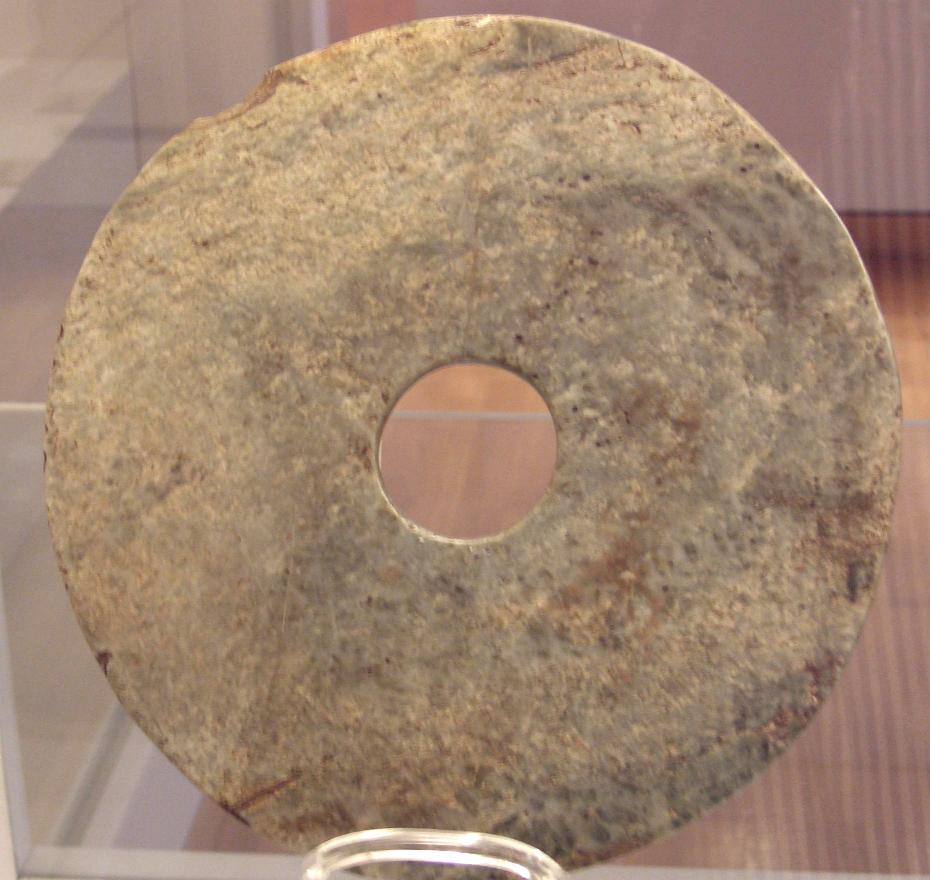
Disco bi (Museum für Angewandte Kunst (Francoforte))

Il bi (cinese: 璧; pinyin: bì; Wade-Giles: pi) è un manufatto di giada dell'antica Cina a forma di disco, utilizzato per scopi cerimoniali. I primi bi furono prodotti nel periodo neolitico, in particolare dalla cultura di Liangzhu (3400-2250 a.C.). Esempi successivi risalgono principalmente alle dinastie Shang, Zhou e Han.
Negli antichi testi cinesi sono descritti come emblemi del rango e nel periodo neolitico vengono impiegati come oggetti rituali. I maggiori ritrovamenti dei dischi bi si sono avuti nelle tombe di defunti di rango elevato, dove sono stati trovati insieme a tubi cong. La funzione ed il significato originale di questi oggetti sono ignoti, poiché le culture neolitiche non hanno lasciato una storia scritta. Essi inoltre sono probabilmente mutati nel corso del tempo. Nelle sepolture neolitiche i bi si trovano a volte vicino allo stomaco e al torace. Tradizioni successive associano comunque il bi con il cielo ed il cong con la terra.
Si conoscono oggi solamente un paio di casi particolari. Così ad esempio i bi in una sepoltura sono stati dati al defunto nella tomba per indicargli il sentiero in cielo. Questo privilegio restava riservato all'aristocrazia. In un altro caso erano stati offerti al vincitore dopo una battaglia perduta. La giada, come nel caso dei dischi bi, è stata usata durante tutta la storia cinese per indicare un individuo di grandi qualità morali, ed è anche servita come importante simbolo del rango sociale.

## Aspetto
I bi sono essenzialmente dischi piatti di giada con un foro circolare al centro. La dimensione media varia tra i 25 ed i 30 cm. Vi è tuttavia anche un esemplare di 1 cm e alcuni con una dimensione di oltre mezzo metro. I bi neolitici sono privi di decorazioni, mentre quelli dei successivi periodi della storia cinese, come la dinastia Zhou, presentano una superficie intagliata con decorazioni sempre più ricche.